# 1675 en musique classique
| \| • Retour à la chronologie générale de la musique classique • \| |
| Grèce • Rome • Haut Moyen Âge • VIIIe siècle • IXe siècle • Xe siècle • XIe siècle XIIe siècle • XIIIe siècle • XIVe siècle • XVe siècle • XVIe siècle • XVIIe siècle XVIIIe siècle • XIXe siècle • XXe siècle • XXIe siècle |
| • Retour à la chronologie générale de la musique classique • |

| Années en musique classique : 1672 - 1673 - 1674 - 1675 - 1676 - 1677 - 1678    |
| Décennies en musique classique : 1640 - 1650 - 1660 - 1670 - 1680 - 1690 - 1700 |

## Événements
- 15 janvier : Thésée, opéra de Jean-Baptiste Lully sur un livret de Philippe Quinault, est créé à Saint-Germain-en-Laye, devant Louis XIV et sa Cour.
- Circé, de Marc-Antoine Charpentier.
- Judith sive Bethulia liberata, H391 (Judith ou Béthulie libérée), histoire sacrée de Marc-Antoine Charpentier
- Composition du Requiem de Cavalli
- Troisième livre d'orgue de Guillaume-Gabriel Nivers

## Naissances

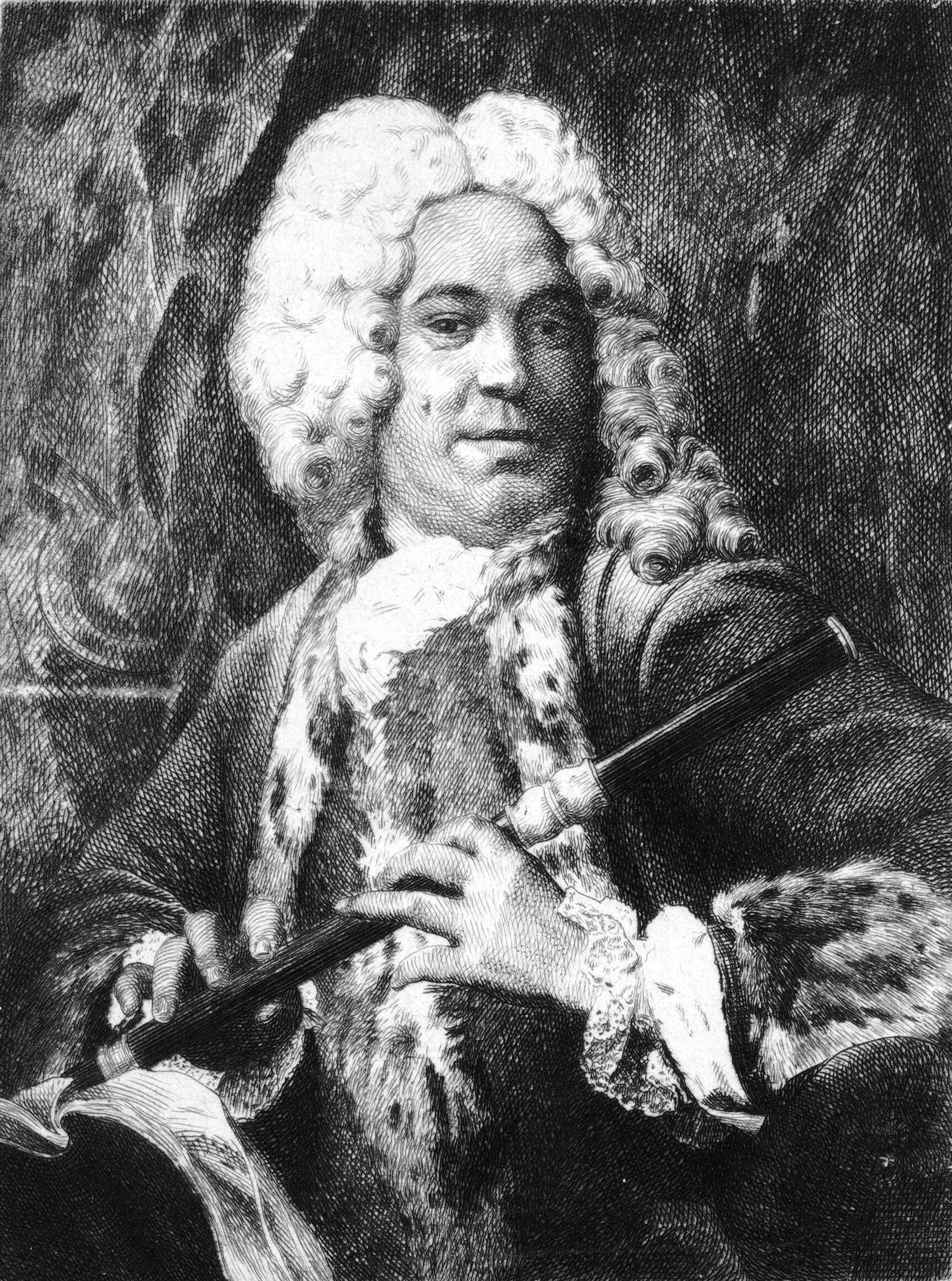
Michel de la Barre

- 19 mars : Giuseppe Maria Orlandini, compositeur italien († 24 octobre 1760).
- 11 juillet : Carlo Ricciotti, violoniste, compositeur et directeur d'opéra italien († 1756).
- 12 juillet : Evaristo Felice Dall'Abaco, violoniste, violoncelliste et compositeur italien († 12 juillet 1742).

Date indéterminée :
- Michel de la Barre, flûtiste français († 15 mars 1745).
- Louis de La Coste, compositeur français († 1750).
- Carlo Tononi, luthier italien († 1730).

Vers 1675 :
- Filippo Amadei, violoniste, violoncelliste et compositeur italien († après 1729).
- Giovanni Porta, compositeur d'opéras italien († 21 juin 1755).
- Francesco Venturini, compositeur et violoniste († 18 avril 1745).

## Décès
- 12 janvier : Giuseppe Peranda, musicien, chanteur et compositeur italien (° 4 avril 1626).
- 23 mars : Anthoni van Noordt, organiste et compositeur néerlandais (° vers 1619).
- 6 mai : Girolamo Fantini, trompettiste et compositeur italien  (° 11 février 1600).
- 20 octobre : Andreas Hammerschmidt, compositeur et organiste allemand d'origine bohême  (° 1611 ou 1612).

Date indéterminée :
- 8 juillet (date d'enterrement) : Philippus van Wichel, compositeur, violoniste et cornettiste flamand (° baptisé le 16 février 1614).
- Carlos Patiño, compositeur latino-américain d'origine espagnole (° 1600).